# Sexfront
Sexfront, auch Sex-Front und Sex Front, ist ein 1970 erschienenes Buch zur Sexualaufklärung von Günter Amendt, unter Mitarbeit von Bernhard Korrell und Alfred von Meysenbug (Illustrationen).

## Entstehungsgeschichte
Die bis dahin existierende Sexualaufklärungsliteratur verstand sich als Vorbereitung Jugendlicher auf die Ehe, in der die Sexualität der Fortpflanzung diene. Biologische und hygienische Aspekte standen im Vordergrund.
Sexualaufklärung gehörte zu den neuralgischen Themen des gesellschaftlichen Wandels Ende der 1960er Jahre. Günter Amendt, prominentes Mitglied des Frankfurter SDS, Sozialwissenschaftler und Herausgeber des Buches Kinderkreuzzug oder Beginnt die Revolution in den Schulen? (1968), wurde von Kommilitonen aufgefordert, ein zeitgemäßes Aufklärungsbuch zu schreiben.
Sexfront richtete sich ausdrücklich an unverheiratete Jugendliche, und die sexualmoralische Botschaft lautete: Erlaubt ist, was im gegenseitigen Einvernehmen gleichberechtigter Partner geschieht.
Amendt einigte sich mit Jörg Schröder, dem Verleger des März-Verlags, das Buch zum günstigen Preis von fünf Mark auf den Markt zu bringen, obwohl der Verleger „draufzuzahlen“ fürchtete.

## Stil
Sexfront bedient sich erstmals einer jugendgemäßen, unverklemmten Sprache, die gleichzeitig ironisiert wird. Die Illustrationen orientieren sich an Comics und Pop-Art. Unter anderem nahm das Buch eine vom Deutschen Sportbund erst 1970 gestartete Kampagne auf und ließ das Maskottchen Trimmy mit gut sichtbarer Erektion fordern: „Trimm dich: Fick mal wieder!“

## Rezeption
Bis 1973 wurden im März-Verlag 150.000, danach bei Zweitausendeins weitere 150.000 und unter Rowohlt-Lizenz 100.000 Exemplare verkauft.
Sexfront rief scharfe Kritik von konservativer Seite hervor. Die Bundesprüfstelle für jugendgefährdende Schriften wies eine beantragte Indizierung jedoch zurück.
In Bezug auf die „Jugendgefährdung“ durch Sexfront schrieb der Hamburger Erziehungswissenschaftler Friedrich Koch 1971: „Man mag zu dem Ansatz von Amendt stehen wie man will: Sein Buch übertrifft weitaus das meiste, was an Informationen zum Verhältnis der Geschlechter von Broschürenverfassern beigetragen wurde. Dabei scheint uns sein ethischer Ansatz weiter zu reichen, als manch eine individualistisch-elitäre Konzeption klerikaler Provenienz. Schließlich ist es schwer vorstellbar, dass ein Leser nach dieser Lektüre in Zwangsgrübeleien und Selbstmordneigungen verfällt, was nach der Indoktrination durch kirchlich orientierte Autoren nicht immer ausreichend gewährleistet scheint.“
Natias Neutert lobte ausdrücklich Amendts darüber noch hinausreichenden politischen Weitblick: „Amendt verharrt nicht in der Sexualaufklärung: wie jeder gescheitere Aufklärer geht er aufs Ganze. Von allen angeschnittenen Problemen zog er die politische Wurzel, z. B. vom (so genannten) ‚Frauenschicksal‘ zur Frauenemanzipation – SEXFRONT empfehle ich, weil es der Lesermasse nicht nach dem Munde, sondern nach deren Interesse redet.“

## Ausgaben
- Sexfront, 160 Seiten mit Abbildungen, März-Verlag, Frankfurt 1970
- Sex-Front, Zweitausendeins, Frankfurt 1975
- Sex-Front, überarbeitete Ausgabe, 172 Seiten, März bei Zweitausendeins, Frankfurt 1978
- Sex-Front, 145 Seiten, Rowohlt, Reinbek bei Hamburg 1982
- Sex-Front, 165 Seiten, erweiterte Neuausgabe, Rowohlt, Reinbek bei Hamburg 1989